# Sancai

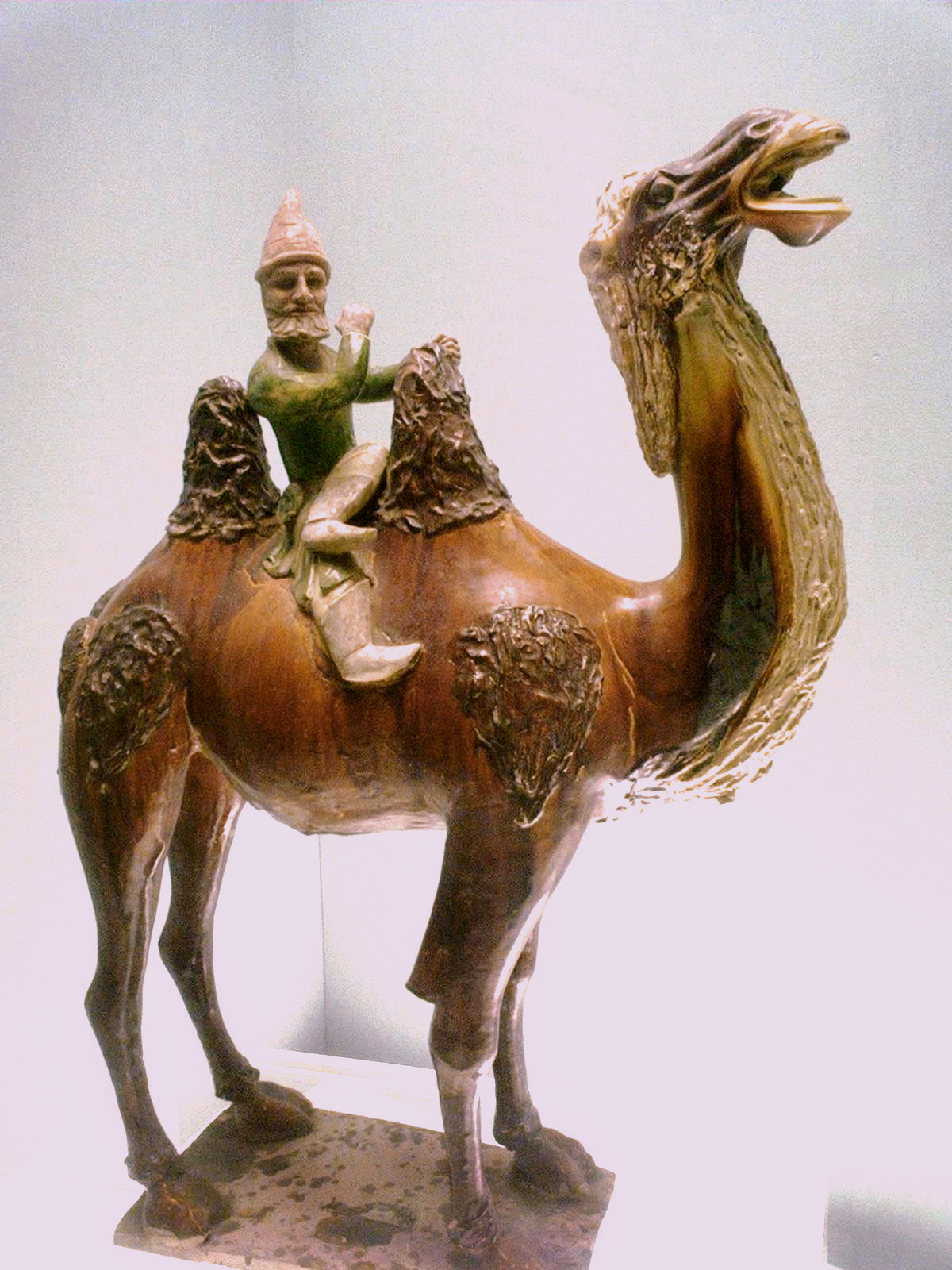
Chameau et chamelier sogdien, « trois couleurs » de la dynastie des Tang

Le terme sancai (chinois : 三彩 ; pinyin : sāncǎi ; litt. « trois couleurs ») désigne un type de céramique chinoise dont les décorations comportent des glaçures polychrome de trois couleurs, ou davantage.

## Caractéristiques
La technique de la céramique sancai remonte à la dynastie Tang. En dépit du nom, le nombre de glaçures de couleurs différentes réellement utilisées pour les sancai, les céramiques « trois couleurs », pouvait s'élever à une douzaine, sur certaines pièces très élaborées.
Les céramiques sancai étaient fabriquées au nord de la Chine, en utilisant du kaolin et de l'argile réfractaire, et contenant très peu de fer ; le corps de l'objet était ensuite recouvert d'un engobe blanc, sur lequel le potier posait les glaçures. Celles-ci étaient souvent juxtaposées, et, du fait de leur fluidité assez élevée, avaient tendance à couler et à se mêler, produisant à la surface des l'objet des coulures et des taches colorées.
Les glaçures colorées avaient les origines suivantes : le jaune provenait de l'oxyde de fer (cuit en oxydation), le vert venait de l'oxyde de cuivre, le violet du manganèse. Mais les Tang introduisirent une nouvelle et importante couleur, le bleu, obtenu à partir de l'oxyde de cobalt qu'ils importaient du Moyen-Orient (sans doute de Perse) par les nouvelles routes commerciales qu'ils avaient ouvertes au travers de l'Asie centrale.
Le biscuit sancai était tout d'abord cuit sans glaçure, à 900 °C. Puis on rajoutait les glaçures, pour cuire la poterie aux alentours de 1 000 °C.
À Yaozhou, province du Hebei, et à Gongyi dans le Henan, les argiles utilisées pour les statuettes funéraires étaient similaires à celles utilisées par les potiers Tang. Ces statuettes étaient cuites à une température inférieure à la porcelaine d'aujourd'hui ; ces statuettes funéraires, comme les représentations bien connues de chameaux et de chevaux, étaient moulées en plusieurs parties (corps et tête séparés) que l'on assemblait par une barbotine. Pour les pièces les plus élaborées, la statuette était personnalisée en retouchant la pièce à la main.

## Les pièces « trois couleurs »
Les pièces Tang « trois couleurs » pouvaient être, soit des pièces de vaisselle, soit des statuettes funéraires (yong), souvent de grande taille (plus d'un mètre de haut) :
- la vaisselle sancai se compose essentiellement de plats, de vases, d'aiguières (à tête de phénix, par exemple), de lampes ou de chandeliers, de jarres, de crachoirs, de boîtes à couvercle, ou encore de services à vin…
Les vases seront souvent recouverts de glaçures sur leur partie supérieure uniquement, entraînant des coulures caractéristiques sur la partie inférieure ;
- les statuettes yong, figurines funéraires de la dynastie Tang comprennent toutes sortes de personnages : fonctionnaires civils, palefreniers, colporteurs d'Asie centrale, chevaux et chameaux, avec ou sans leur cavalier, joueur ou même joueuse de polo[4], nobles dames[5], « créatures gardienne de tombe » (shenmushou), « rois célestes »... 
Le nez droit et les traits europoïdes des chameliers ou des personnages d'Asie centrale dénotent à l'évidence l'importance de la relation avec les sogdiens de la dynastie Tang par le biais de la Route de la soie[6],[7].

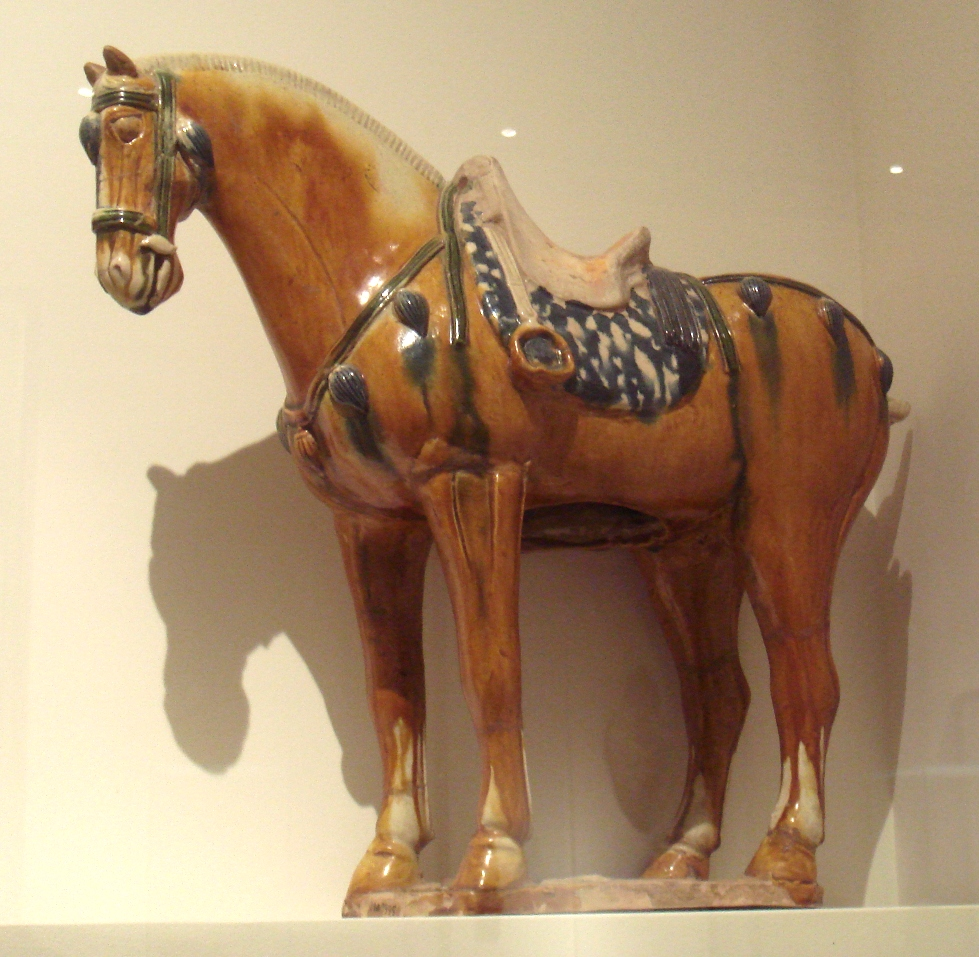
Cheval sancai, dynastie Tang, VIIe – VIIIe siècle
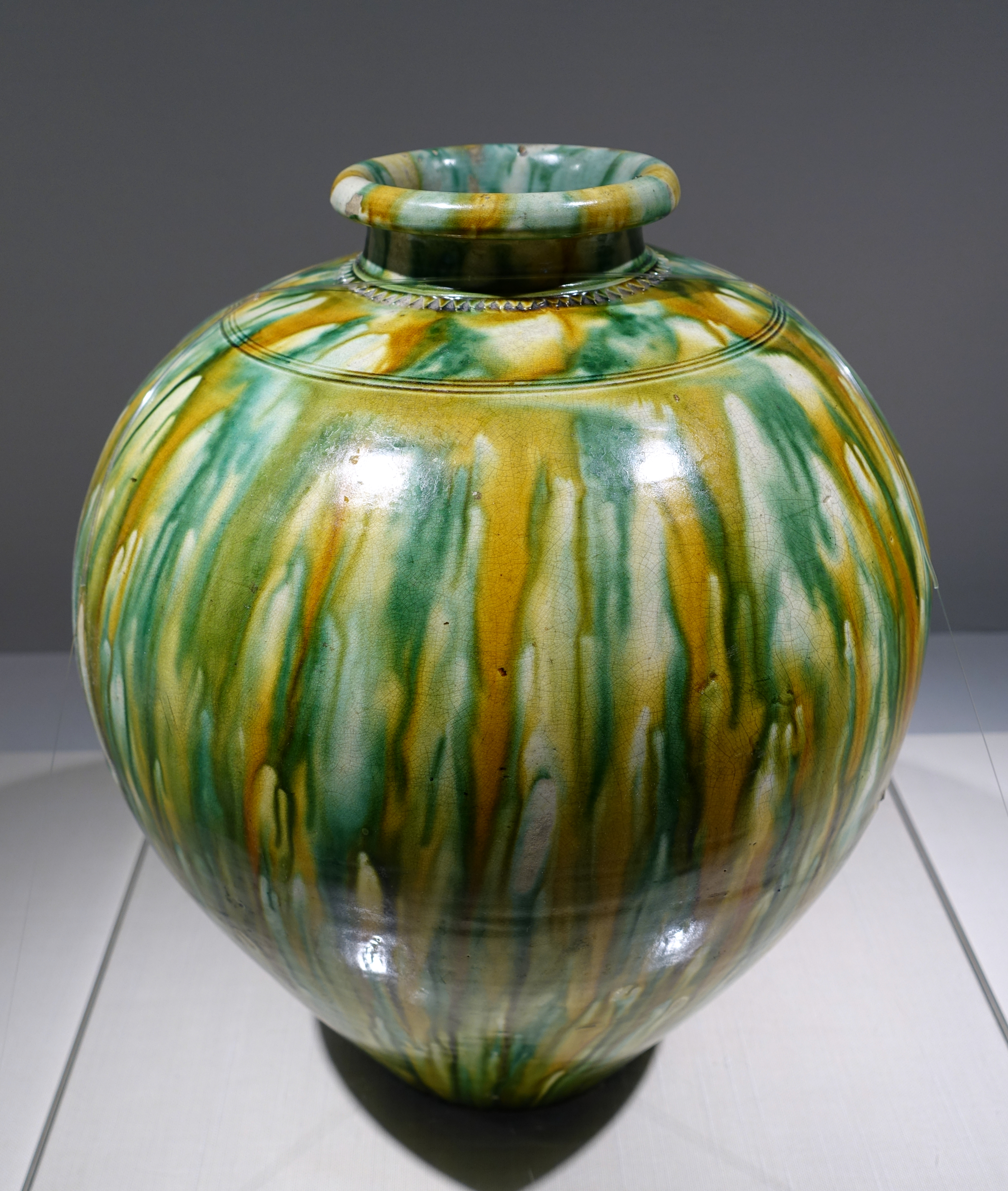
Grande jarre décorée de glaçures « trois couleurs », dynastie Tang, VIIIe siècle. Matsuoka Museum of Art, Tokyo
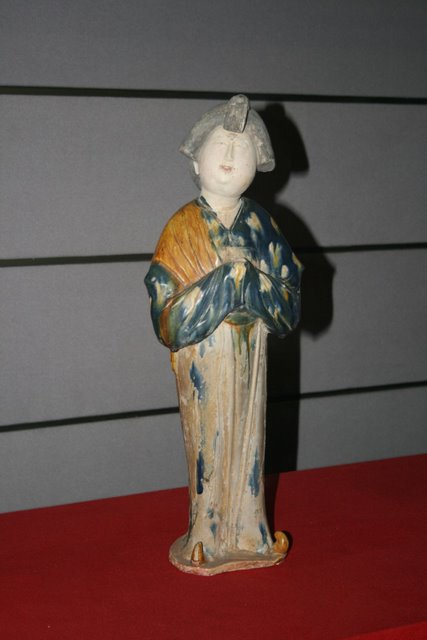
Figurine « trois couleurs », dans le style de la célèbre concubine Yang Guifei
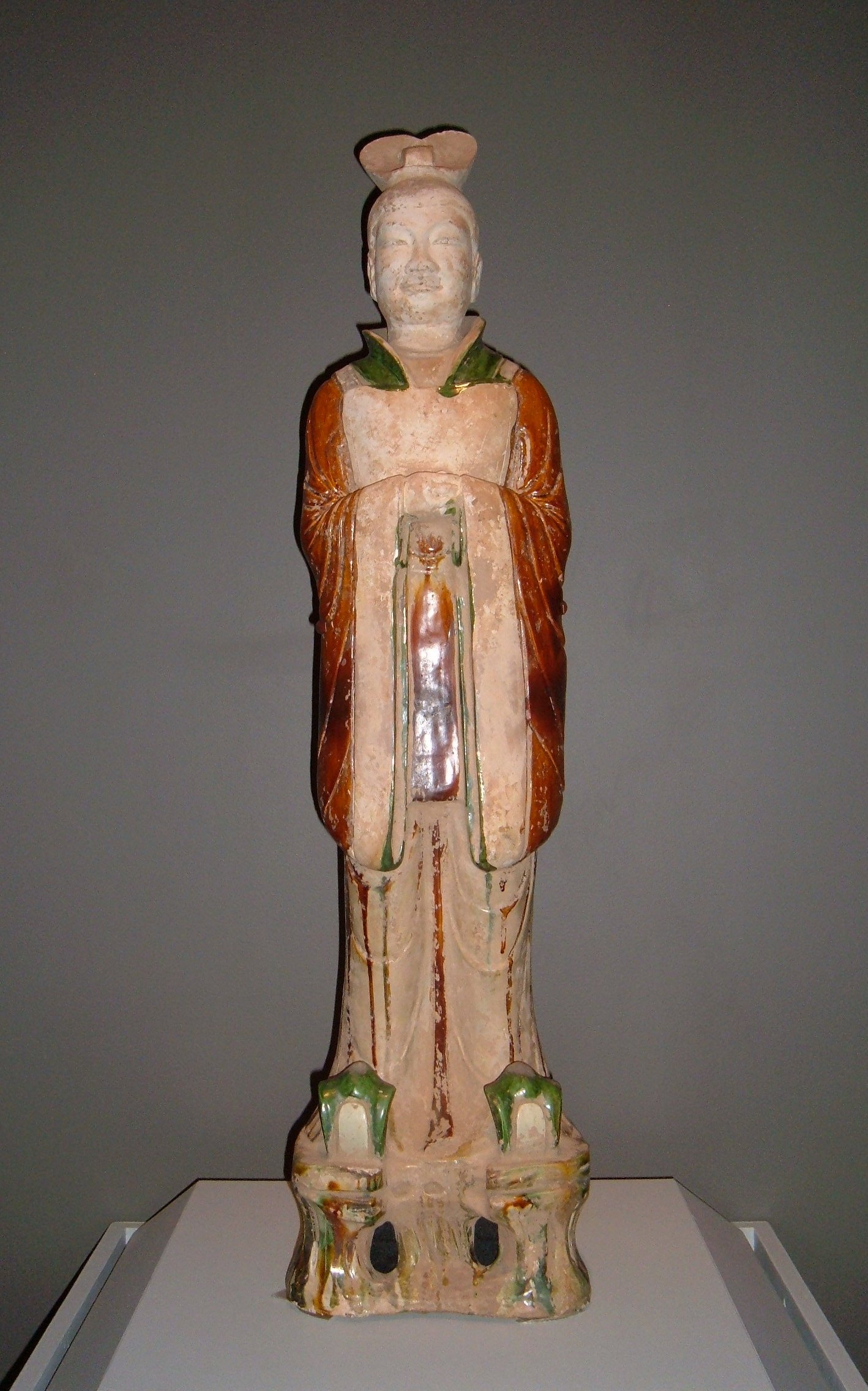
Figurine funéraire yong décorée de glaçures « trois couleurs », VIIe – VIIIe siècle, dynastie des Tang
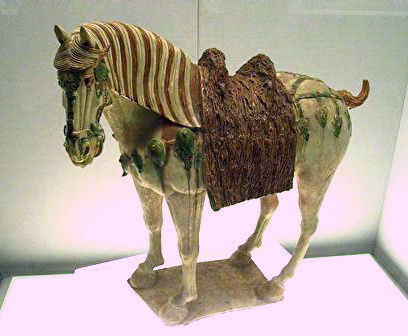
Cheval sancai de la dynastie Tang au musée de Shanghai
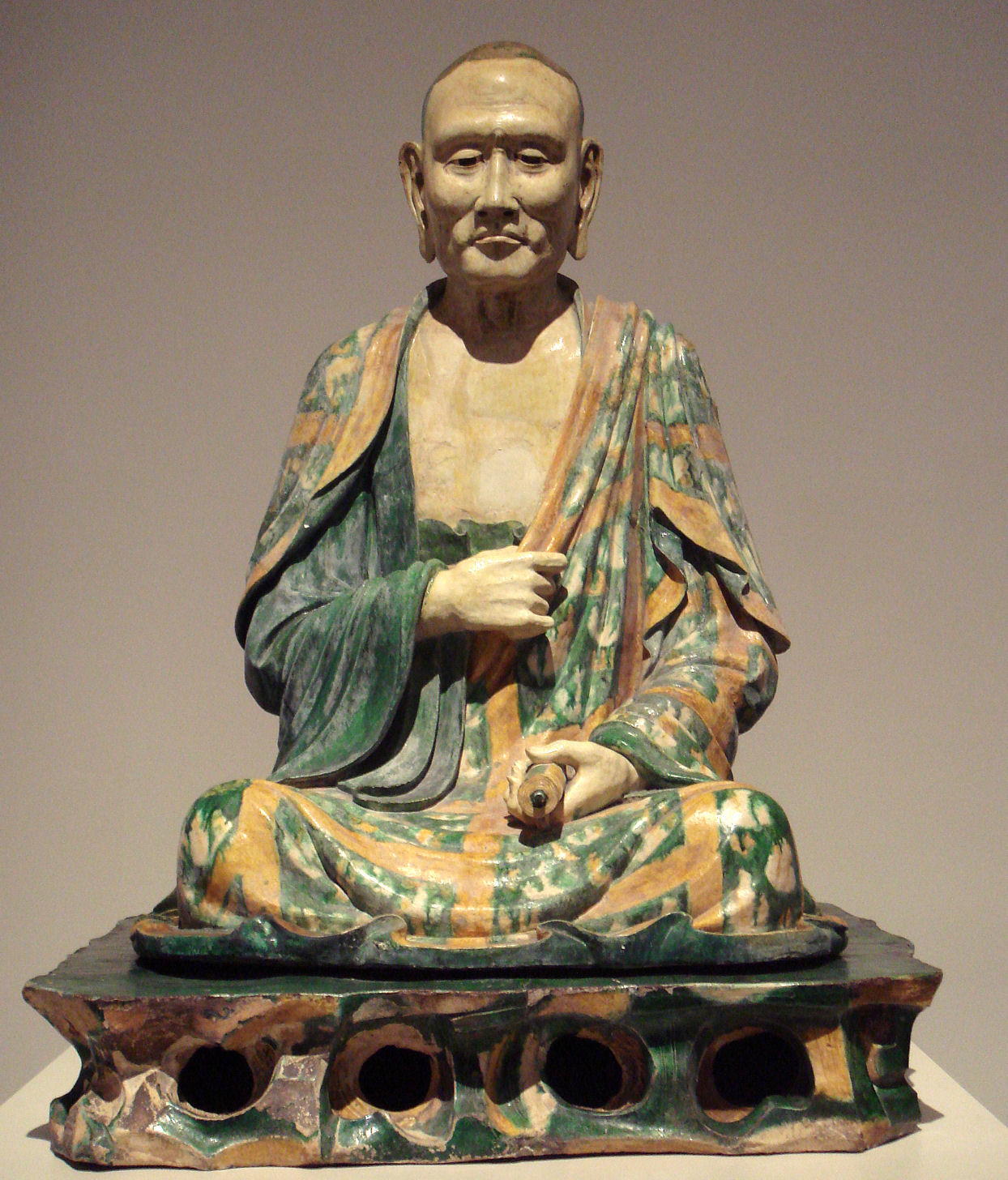
Sancai de la dynastie Liao, représentant un luohan, vers 1000 apr. J.-C.
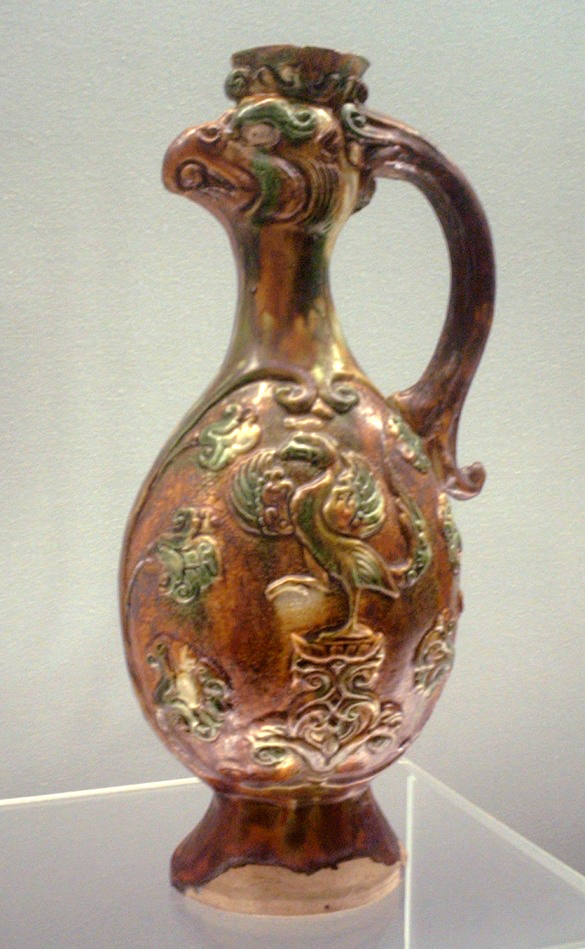
Aiguière sancai à tête de phénix
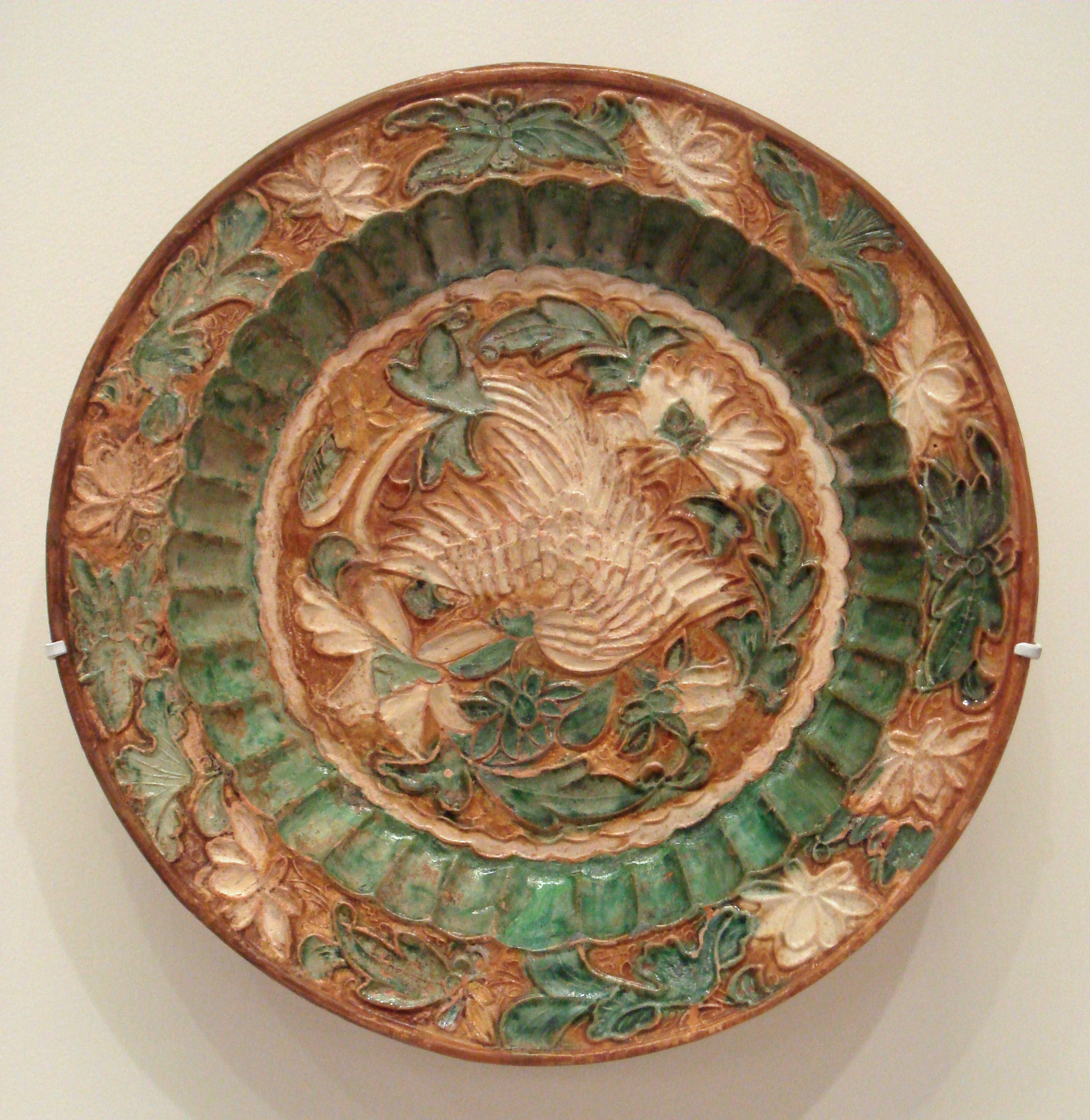
Plat sancai, dynastie Liao, Xe – XIIe siècle
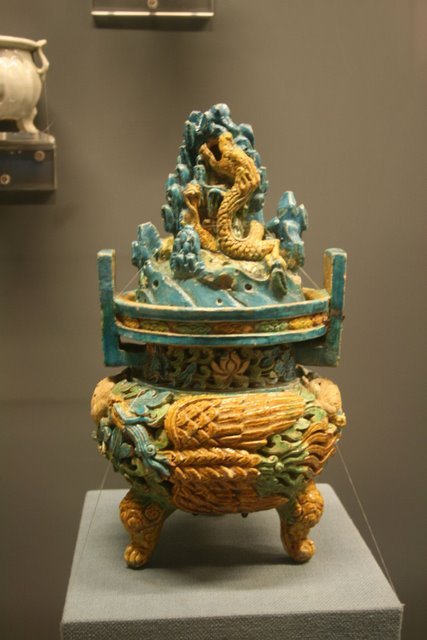
Brûle encens « trois couleurs » de la dynastie Yuan, 1271 - 1368
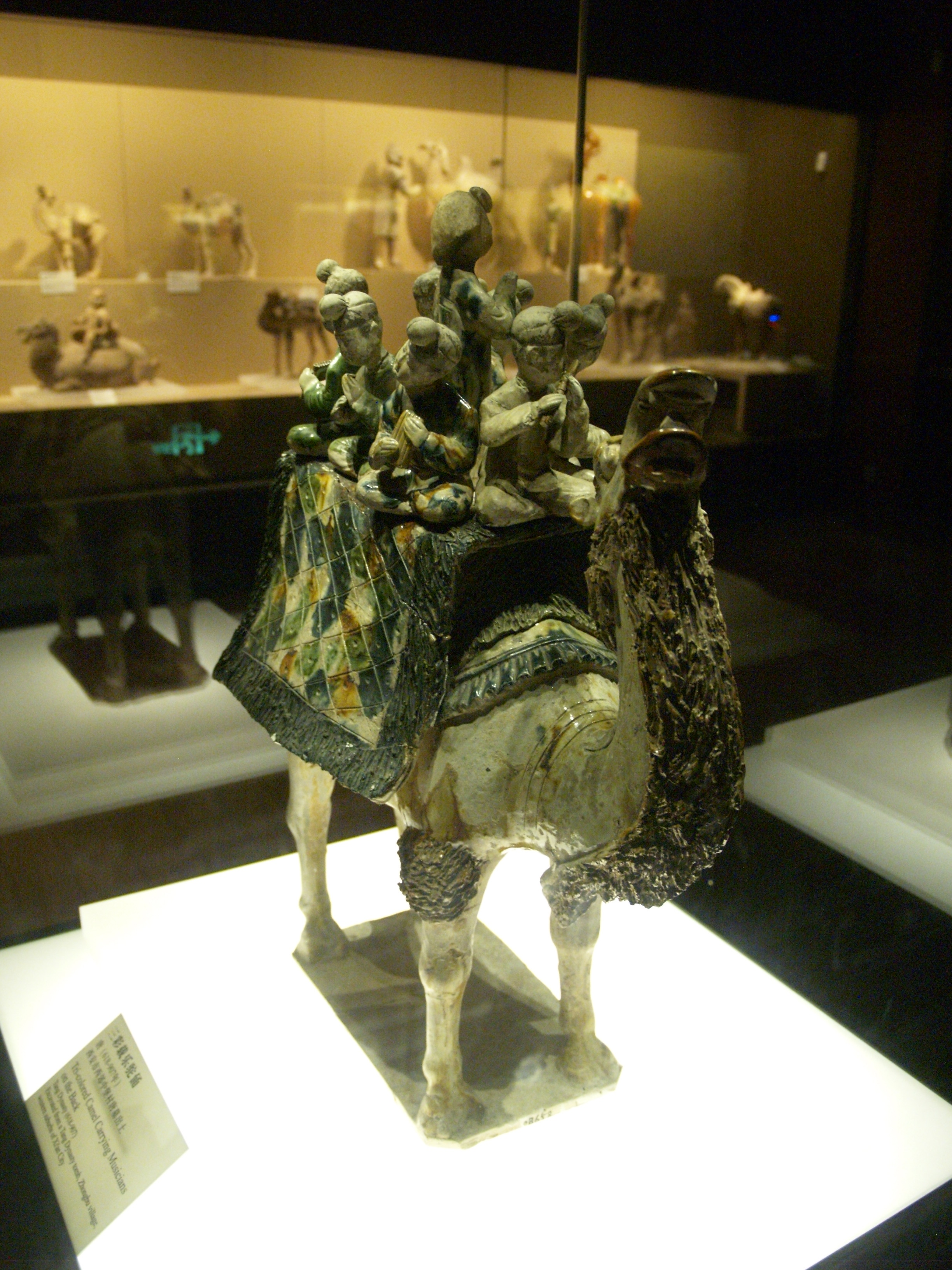
Figurine « trois couleurs », musiciens à dos de chameau, dynastie Tang, Musée de l'histoire du Shaanxi.

## Influences
Les céramiques sancai voyagèrent tout au long de la route de la soie, grandement développée sous la dynastie des Tang, jusqu'à ce que le style en soit largement utilisé dans les poteries syriennes, cypriotes, puis italiennes, du XIIIe siècle jusqu'au milieu du XVe siècle
. 
La céramique sancai devint également un style très apprécié au Japon dans d'autres arts de la céramique en Extrême-Orient.
En sens inverse, de nombreux plats Tang « trois couleurs » dénotent une influence persane.

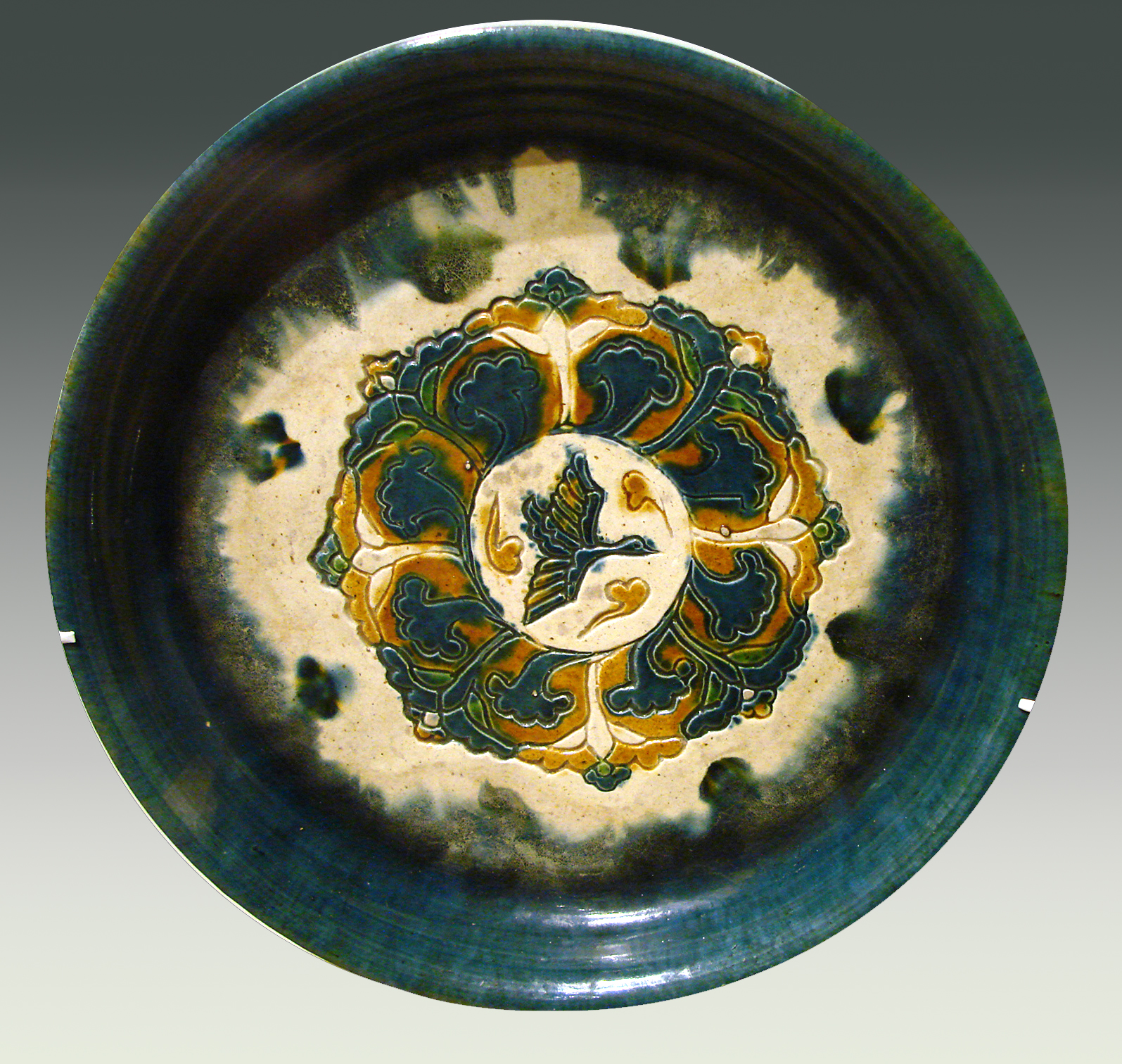
Plat à offrandes Tang d'inspiration sassanide, Chine du Nord, VIIIe siècle, terre cuite à glaçures plombifères "trois couleurs" sur engobe, décor incisé, d : 31 cm. Musée Guimet, Paris.
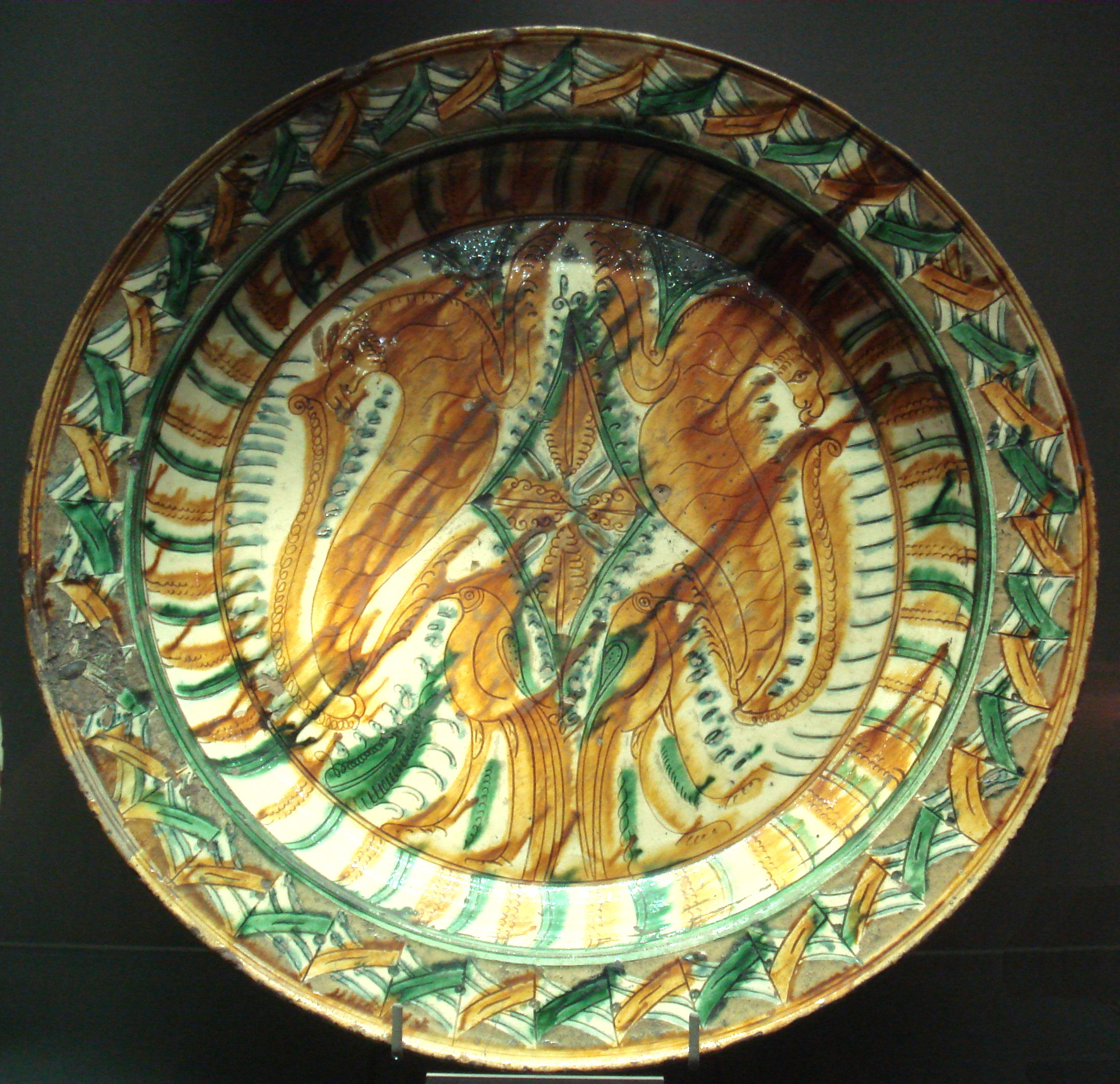
Plat sancai (« trois couleurs ») fait en Italie du nord, vers le milieu du XVe siècle Musée du Louvre
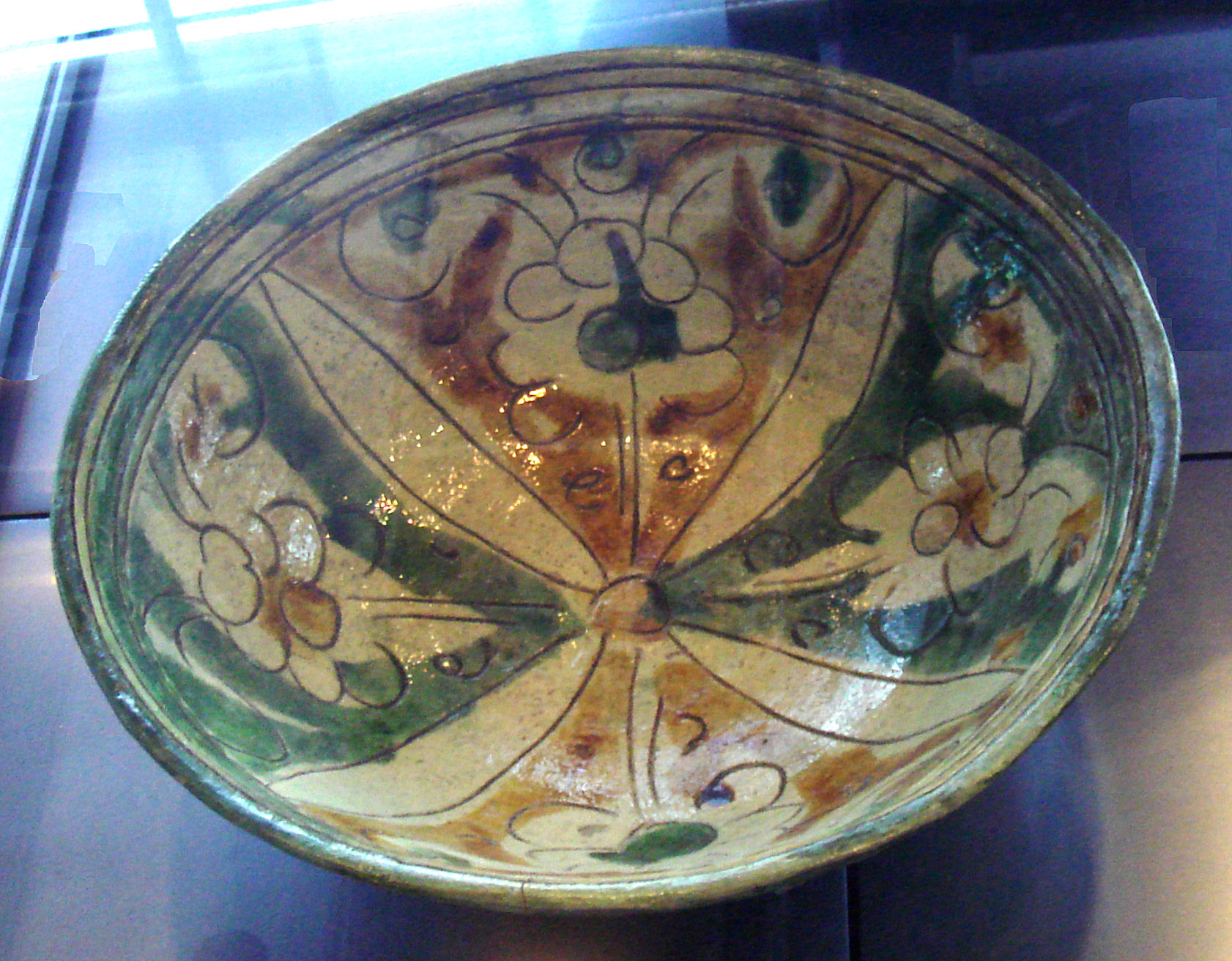
Céramique syrienne « trois couleurs » du XIIIe siècle
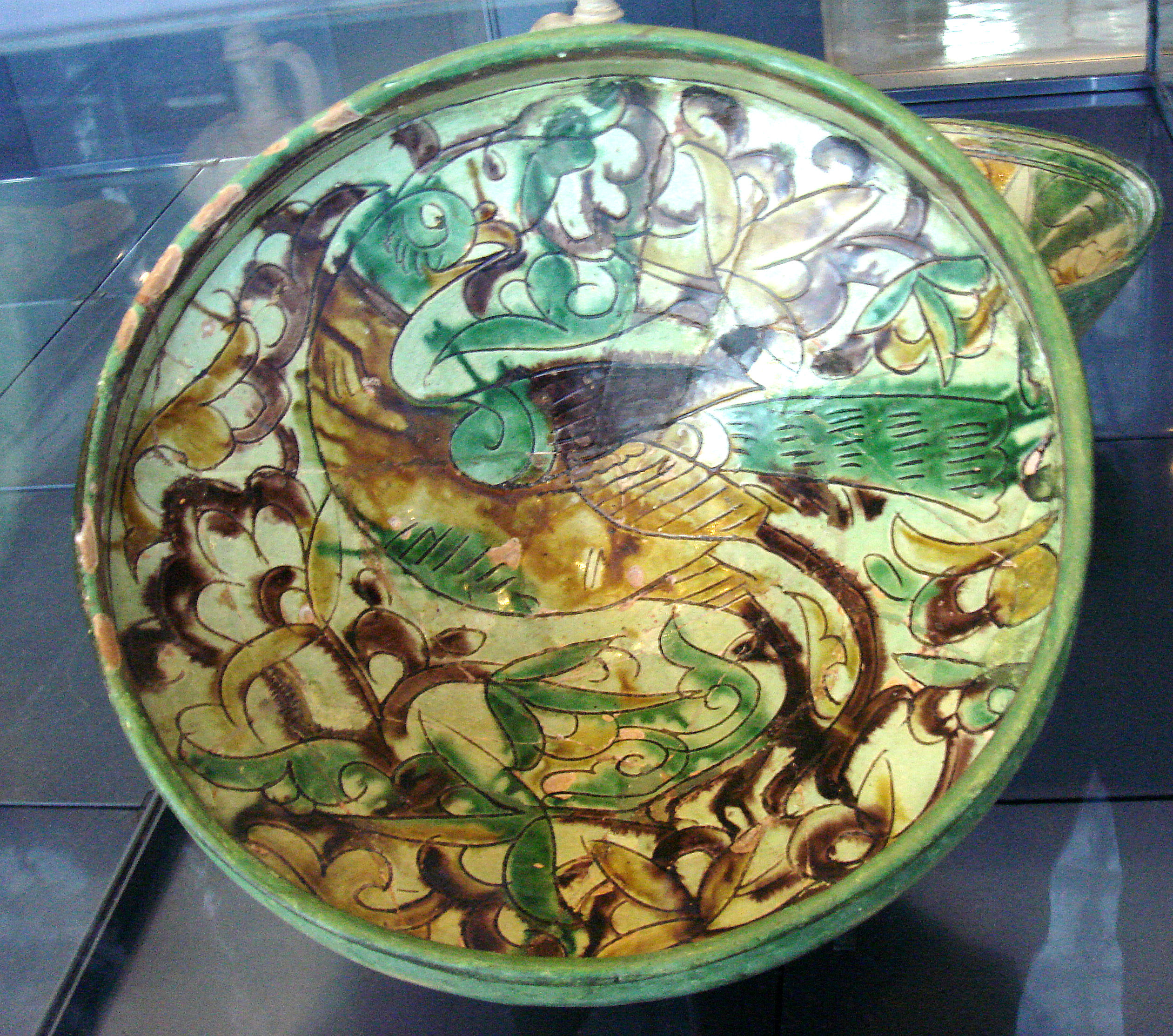
Céramique syrienne « trois couleurs », XIIIe siècle
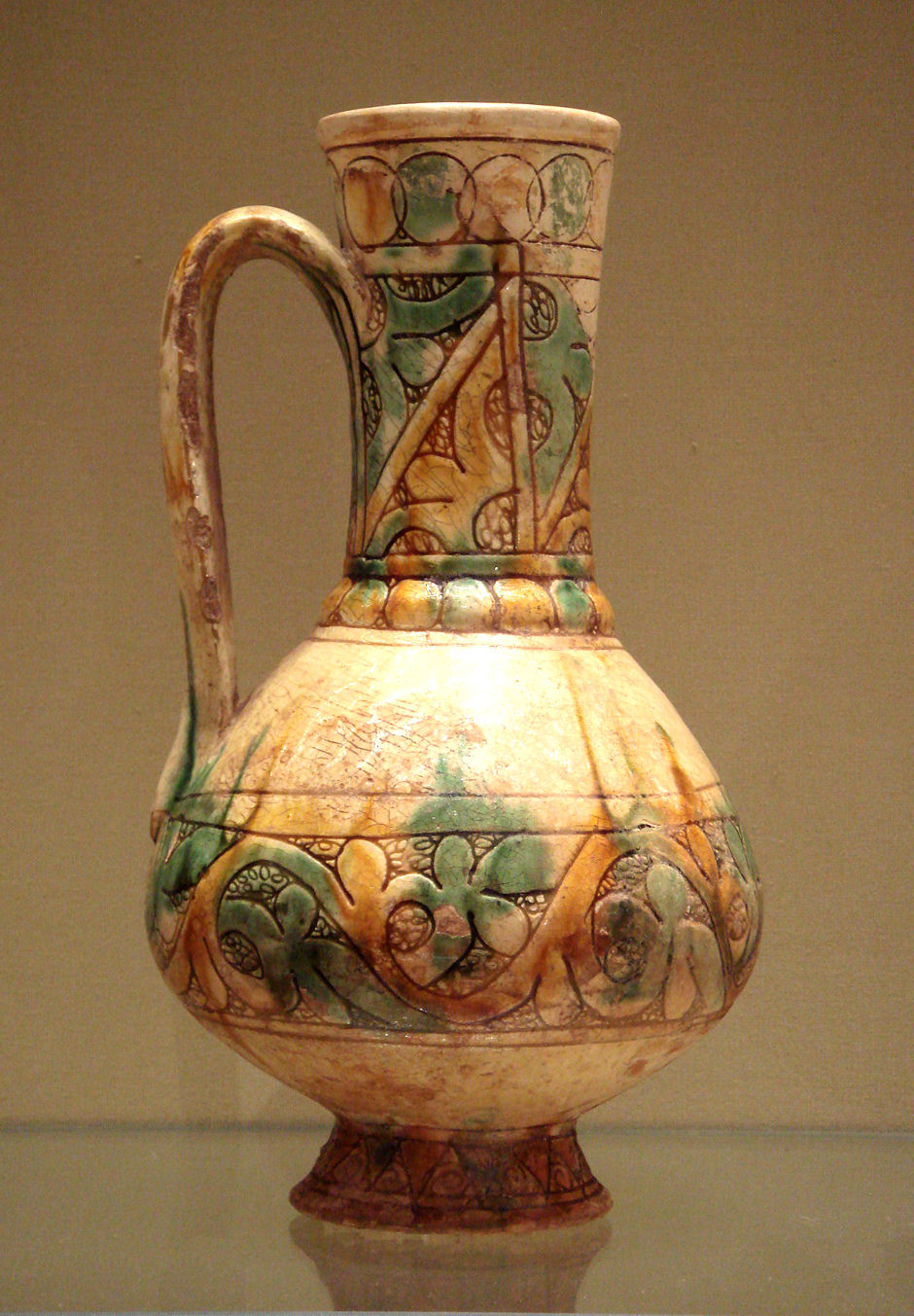
Céramiques à glaçures « trois couleurs », Chypre, XIVe siècle
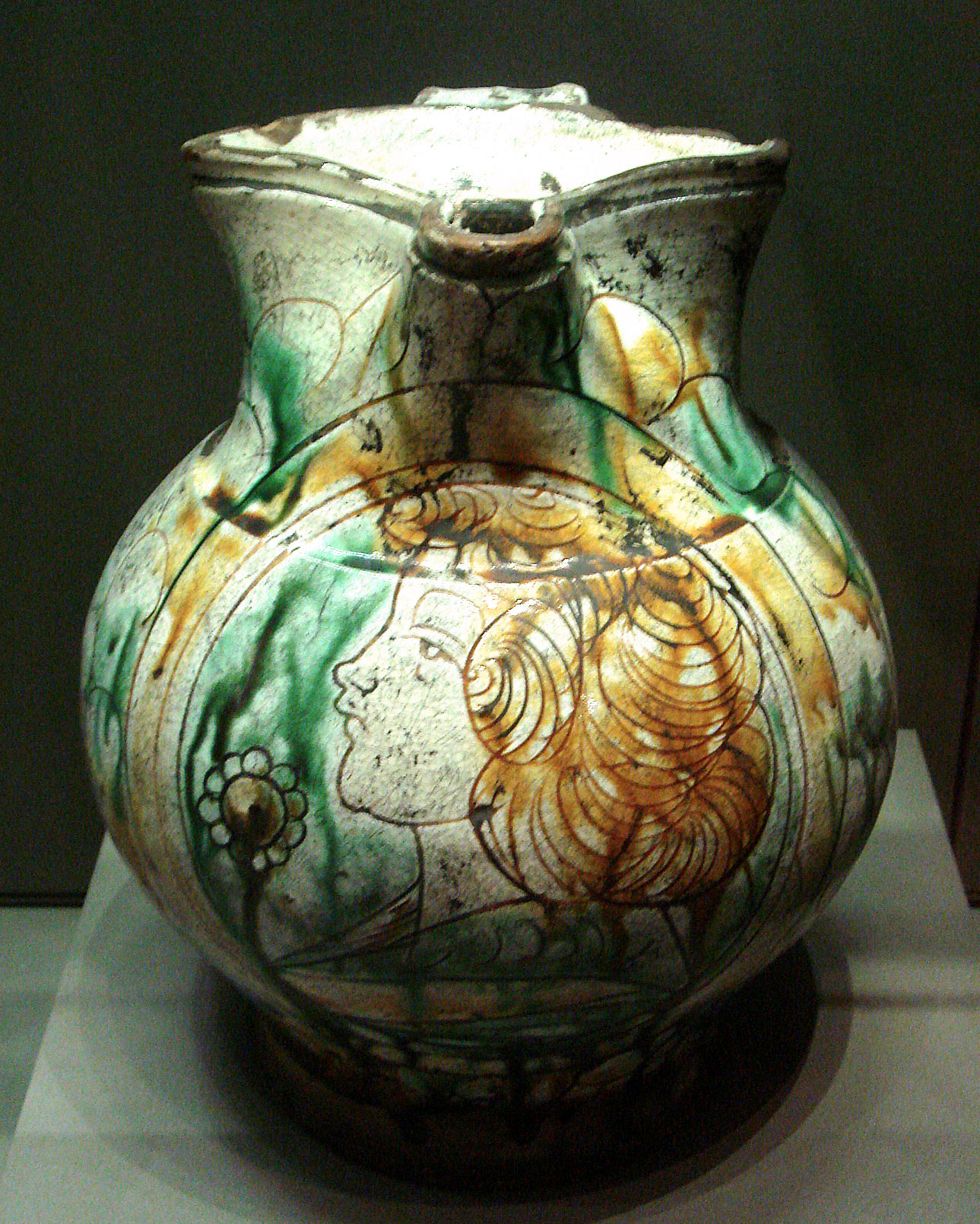
Vase italien « trois couleurs », milieu du XVe siècle
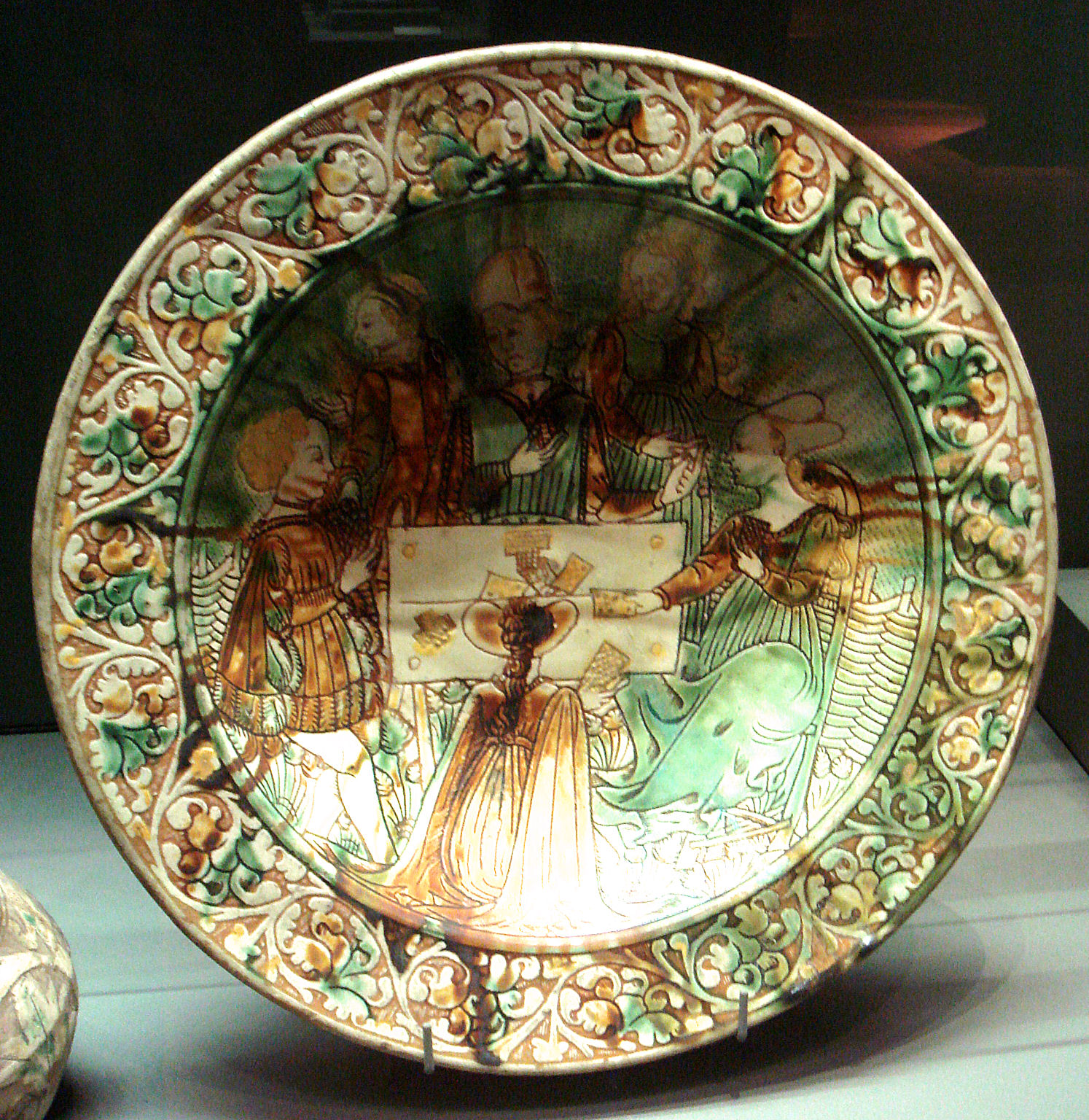
Bol italien « trois couleurs », milieu du XVe siècle

## Évolution
La technique de la céramique sancai fut perpétuée par la dynastie Liao, dans un style souvent plus chargé et plus banal ; les Liao en effet reprennent une technique consistant à séparer les couleurs par des lignes incisées, pour éviter les coulures, perdant ainsi le charme des « trois couleurs » Tang classiques. Ces décors « trois couleurs » faisant appel à des lignes incisées seront ceux que l'on retrouvera dans les céramiques « trois couleurs » de la dynastie Ming sous le nom de fahua (« décor émail »).
Les Ming mirent au point par ailleurs un autre décor polychrome, le wucai (五彩, wǔcǎi, « cinq couleurs »), qui sera également produit sous la dynastie Qing.